# 第一原理
第一原理（英語：First principle），或稱作第一性原理，哲學與邏輯名詞，是一個最基本的命題或假設，不能被省略或刪除，也不能被違反。第一原理相當於是在數學中的公理。最早由亞里斯多德提出。

## 形式邏輯
在形式系統中，第一原理是指一組相互一致的命題。

## 哲學

#### 亚里士多德
特伦斯·欧文写道：
当亚里士多德在他的哲学著作中以一般性的方式解释他试图做什么时，他说他在寻找“第一原则”（或“起源”；archai）：
在每一种有第一原则、或原因、或要素的系统的探究（方法），知识和科学的获得都是从对这些知识的获取中得来的；因为我们认为只要我们获得了关于最初的原因和最初的第一原则的知识，一直到要素，我们就知道了一些东西。因此，很明显，在自然科学以及其他领域，我们应该首先确定关于第一原则的问题。我们的正确方法的自然方向是从我们所知道的和对我们来说更清楚的事物，朝着对自然来说更清楚和更为众所周知的事物；因为我们所知道的事物与绝对意义上所知道的事物是不同的（haplôs）。因此，根据这种程序，我们必须从自然上来说不太清楚但对我们来说更清楚的事物，朝着那些对自然来说更清楚和更为众所周知的事物进展。（物理学 184a10–21）
知识和第一原则之间的联系并非如亚里士多德对第一原则的描述中所表达的那样公理化（在某种意义上），“从中我们知道东西的第一依据”（形而上学 1013a14–15）。对于亚里士多德来说，arche是某事存在的必要条件，是他所谓的“第一哲学”或形而上学的基础。探寻第一原则并不是哲学独有的；哲学与生物学、气象学和历史学等等共同追求这个目标。但亚里士多德在《物理学》开篇处和其他哲学探究的开头处提到的第一原则暗示了它是哲学的主要任务之一。

## 物理学
在物理学中，第一性原理，或称从头算，指从基本的物理学定律出发，不外加假设与经验拟合的推导与计算。例如利用薛定谔方程在一些近似方法下解电子结构，而不从实验数据來拟合模型即是一種从头计算法。

## 外部連接
- Euclid's Elements （页面存档备份，存于）

1. ↑  . ISBN 9789862719619. Authors list列表中的|first1=缺少|last1= (帮助)